# On Golden Pond (obra de teatro)
On Golden Pond (traducida al español como En el estanque dorado - España - o La laguna dorada - Latinoamérica-) es una obra de teatro del dramaturgo estadounidense Ernest Thompson, estrenada en 1979.

## Argumento

### Acto I
- Mayo

Norman y Ethel Thayer son un matrimonio de ancianos que llegan a su casa de verano, que necesita ser reparada. Comienzan a advertirse algunos indicios de que Norman está teniendo problemas con su memoria. 
- Junio

Norman busca un empleo en los anuncios por palabras del periódico, para disgusto de Ethel. El cartero, Charlie Martin, de paso por la casa, se detiene a charlar con la pareja y recuerdan a la hija de los Thayer, Chelsea, con la que Charlie tuvo un romance. Ha llegado carta de Chelsea anunciando su llegada desde California junto a su novio Bill para celebrar el 80 cumpleaños de Norman. Cada vez resulta más evidente la lucha de Norman contra la pérdida de memoria: Olvida nombres y lugares con los que debería estar familiarizados. 
- Julio

Chelsea llega con Bill Ray y su hijo Billy Ray Jr., de 13 años. Chelsea le pide a sus padres que se queden con el niño mientras ella y Bill viajan a Europa. Norman (un poco a regañadientes) y Ethel se comprometen a cuidar de Billy Jr.

### Acto II
- Agosto

Norman y Billy Jr. se han convertido en grandes amigos, y pasan gran parte de su tiempo pescando. Chelsea regresa y revela que se ha casado con Bill. Chelsea se enfrenta a su padre saliendo a la luz su problemática relación, pero terminan reconciliándose.
- Septiembre

Norman y Ethel están preparando el equipaje para abandonar la casa de verano. Chelsea les llama, y deciden ir a visitarla en California. Norman parece sufrir un ataque al corazón, (al levantar una caja con porcelana de su suegra) pero se recupera, y la pareja deja atrás su casa junto al estanque dorado.

## Representaciones destacadas
- New Apollo Theatre, Broadway, Nueva York, 28 de febrero de 1979.[1]
  - Dirección: Craig Anderson.
  - Intérpretes: Tom Aldredge (Norman), Frances Sternhagen (Ethel), Barbara Andres (Chelsea), Mark Bendo (Billy Ray), Ronn Carroll (Charlie), Stan Lachow (Billy Ray).

- Théâtre Montparnasse, París, 1986.La Maison du lac
  - Adaptación: Pol Quentin.
  - Dirección: Raymond Gérôme, con Jean Marais
  - Intérpretes: Edwige Feuillère, Pierre Balmain, Hervé Rey.

- Galas Karsenty-Herbert, París, 1988.La Maison du lac
  - Dirección: Raymond Gérôme
  - Intérpretes: Danielle_Darrieux, Jean-Pierre Aumont, Idriss.

- Cort Theatre, Broadway, Nueva York, 2005.
  - Dirección: Leonard Foglia.
  - Intérpretes: James Earl Jones (Norman), Leslie Uggams (Ethel), Linda Powell (Chelsea), Peter Francis James (Billy Ray), Craig Bockhorn (Charlie), Alexander Mitchell (Billy Ray).

- Teatro Parioli, Roma, 2008.Sul laco dorato
  - Dirección: Maurizio Panici.
  - Intérpretes: Arnoldo Foà, Erica Blanc, Loredana Giordano, Valerio Santoro.

- Teatro Principal, Zaragoza, 2013. Estreno en España.[2]
  - Adaptación: Emilio Hernández.
  - Dirección: Magüi Mira.
  - Intérpretes: Lola Herrera, Héctor Alterio, Camilo Rodríguez, Luz Valdenebro y Mariano Estudillo.

- Teatro Neptuno, Mar del Plata, 2014.[3]
  - Dirección: Manuel González Gil.
  - Intérpretes: Charo López, Pepe Soriano, Emilia Mazer, Rodrigo Noya, Joselo Bella, Fabián Talin.

## Adaptaciones
En 1982 la obra fue llevada al cine en producción del mismo título, dirigida por Mark Rydell e interpretada por Henry Fonda, Katharine Hepburn y Jane Fonda.
La cadena estadounidense CBS emitió en 2001 una versión para televisión con Christopher Plummer, Julie Andrews, Glenne Headly, Sam Robards, Brett Cullen y Will Rothhaar.